# شمسين
شمسين قرية تتبع ناحية الطواحين في شرق منطقة بانياس التابعة لمحافظة طرطوس.
تقع إلى الشمال من الطريق بين بانياس ومصياف.